# Satz von Mather-Thurston
In der Mathematik ist der Satz von Mather-Thurston ein Lehrsatz aus der geometrischen Topologie. Er ist nach John Mather und William Thurston benannt.
Er besagt, dass man für jede Mannigfaltigkeit {\displaystyle M} einen Isomorphismus von Kohomologiegruppen
{\displaystyle H^{*}({\text{Homeo}}(M);\mathbb {Z} )\cong H^{*}(B{\text{Homeo}};\mathbb {Z} )}
hat. Dabei ist die linke Seite die Gruppenkohomologie der Gruppe {\displaystyle {\text{Homeo}}(M)} der Homöomorphismen von {\displaystyle M} und die rechte Seite die Kohomologie des klassifizierenden Raums {\displaystyle B{\text{Homeo}}(M)} dieser Homöomorphismengruppe mit der Kompakt-Offen-Topologie.
Der Isomorphismus wird von der stetigen Abbildung {\displaystyle {\text{Homeo}}(M)^{\delta }\to {\text{Homeo}}(M)} induziert, wobei die linke Seite die Homöomorphismengruppe mit der diskreten Topologie ist.
Im Fall orientierter Mannigfaltigkeiten erhält man entsprechend für die Gruppe {\displaystyle {\text{Homeo}}^{+}(M)} der orientierungstreuen Homöomorphismen einen Isomorphismus {\displaystyle H^{*}({\text{Homeo}}^{+}(M);\mathbb {Z} )\cong H^{*}(B{\text{Homeo}}^{+}(M);\mathbb {Z} )}. Beispielsweise für {\displaystyle M=S^{1}}, den Kreis, ist {\displaystyle {\text{Homeo}}^{+}(S^{1})} homotopie-äquivalent zu {\displaystyle S^{1}=U(1)}, also {\displaystyle H^{*}(B{\text{Homeo}}^{+}(S^{1});\mathbb {Z} )\cong H^{*}(BU(1);\mathbb {Z} )\cong H^{*}(\mathbb {C} P^{\infty };\mathbb {Z} )\cong \mathbb {Z} \left[e\right]}, und man erhält, dass {\displaystyle H^{*}({\text{Homeo}}^{+}(S^{1});\mathbb {Z} )} von der Euler-Klasse {\displaystyle e\in H^{2}({\text{Homeo}}^{+}(S^{1});\mathbb {Z} )} erzeugt wird.
Eine andere Formulierung des Satzes von Mather-Thurston besagt, dass für {\displaystyle M=\mathbb {R} ^{p}} und alle {\displaystyle r\geq 0} die Abbildung {\displaystyle H_{*}({\text{Diff}}_{K}^{r}(\mathbb {R} ^{p});\mathbb {Z} )\to H_{*}(\Omega ^{p}(B\Gamma _{p}^{r});\mathbb {Z} )} ein Isomorphismus von Homologiegruppen (aber keine Homotopie-Äquivalenz) ist. Hier ist {\displaystyle {\text{Diff}}_{K}^{r}(\mathbb {R} ^{p})} die Gruppe der {\displaystyle C^{r}}-Diffeomorphismen mit kompaktem Träger, {\displaystyle B\Gamma _{p}^{r}} der klassifizierende Raum der Haefliger-Strukturen (bezüglich der diskreten Topologie) und {\displaystyle \Omega ^{p}(B\Gamma _{p}^{r})} sein {\displaystyle p}-fach iterierter Schleifenraum.
Aus dem Satz von Mather-Thurston folgt beispielsweise, dass {\displaystyle B\Gamma _{p}^{\infty }} ein {\displaystyle (p+1)}-zusammenhängender Raum ist. Die Topologie des klassifizierenden Raumes {\displaystyle B\Gamma _{p}^{\infty }} ist ein wichtiges Hilfsmittel zum Verständnis der Kodimension-{\displaystyle p}-Blätterungen auf Mannigfaltigkeiten.